# Modersmjölken
Modersmjölken (lettiska: Mātes piens) är en roman från 2015 av den lettiska författaren Nora Ikstena.
Romanen ingår i en romanserie med Lettlands historia som tema och sträcker sig från andra världskrigets slut till Berlinmurens fall, och spelar på relationen mellan en mor och dotter. Den har prisats och rosats, och har legat överst på försäljningslistorna.
Boken har översatts till 35 språk och den svenska översättningen gjordes av Juris Kronbergs. Den formgavs av Kerstin Hanson och kom ut 2020 på bokförlaget Tranan.
Romanen filmatiserades och hade biopremiär i februari 2023.